# Парцьово
Парцьово (Парцево, пол. Parcewo) — село в Польщі, у гміні Більськ-Підляський Більського повіту Підляського воєводства. Населення — 167 осіб (2011).

## Історія
Вперше згадується 1576 року.
У 1975—1998 роках село належало до Білостоцького воєводства.

## Демографія
Демографічна структура станом на 31 березня 2011 року:
|          | Загалом | Допрацездатний вік | Працездатний вік | Постпрацездатний вік |
| -------- | ------- | ------------------ | ---------------- | -------------------- |
| Чоловіки | 80      | 15                 | 43               | 22                   |
| Жінки    | 87      | 5                  | 34               | 48                   |
| Разом    | 167     | 20                 | 77               | 70                   |

## Релігія
На сільському цвинтарі міститься восьмибічна дерев'яна церква святого Димитрія, збудована в XIX столітті.